# Centromerus denticulatus
Centromerus denticulatus är en spindelart som först beskrevs av James Henry Emerton 1909.  Centromerus denticulatus ingår i släktet Centromerus och familjen täckvävarspindlar. Inga underarter finns listade i Catalogue of Life.